# Wzór Picka

Dla wielokąta na rysunku:
ze wzoru Picka pole wielokąta jest równe:

Wzór Picka – wzór na obliczanie pola powierzchni wielokąta prostego, którego wierzchołki są punktami kratowymi na płaszczyźnie. Zgodnie z tym wzorem pole wielokąta jest równe: {\displaystyle P=W+{\frac {1}{2}}B-1,}
gdzie {\displaystyle W} oznacza liczbę punktów kratowych leżących wewnątrz wielokąta, a {\displaystyle B} oznacza liczbę punktów kratowych leżących na brzegu wielokąta.
Powyższy wzór jest prawdziwy jedynie dla wielokątów prostych (złożonych z jednego kawałka i bez dziur).
Twierdzenie to zostało po raz pierwszy opisane przez Georga Alexandra Picka w 1899. Można je uogólnić na przestrzeń trzy i więcej wymiarową przez wielomiany Ehrharta. Wzór można też uogólnić na powierzchnie wielościanów.

## Uogólnienie dla wielokątów złożonych z trójkątów pierwotnych
Trójkątem pierwotnym jest trójkąt, którego wierzchołki są punktami kratowymi i są to jedyne punkty kratowe. Ze wzoru Picka wynika, że ma on pole {\displaystyle {\frac {1}{2}}.}
Rozważmy wielokąt {\displaystyle R,} który ma triangulację na trójkąty pierwotne. Oznaczmy przez {\displaystyle V} liczbę wierzchołków w triangulacji, {\displaystyle K} liczbę krawędzi triangulacji, {\displaystyle K_{B}} liczbę krawędzi brzegowych triangulacji, a {\displaystyle S} liczbę ścian triangulacji.
Zliczając krawędzie ścian triangulacji na dwa sposoby, otrzymujemy równość {\displaystyle 3S=2K-K_{B}}
{\displaystyle {\begin{aligned}S&=2K-K_{B}-2S+2V-2V\\[2pt]&=2V-K_{B}-2(V-K+S)\\[2pt]&=2W+B+(B-K_{B})-2(V-K+S)\\[2pt]&=2W+B-2\chi (R)+\chi (\mathrm {bd} \,R),\end{aligned}}}
gdzie {\displaystyle \chi } oznacza charakterystykę Eulera, a {\displaystyle \mathrm {bd} \,R} brzeg figury {\displaystyle R}
{\displaystyle P={\frac {1}{2}}S=W+{\frac {1}{2}}B-\chi (R)+{\frac {1}{2}}\chi (\mathrm {bd} \,R).}
Wzór ten jest prawidłowy w szczególności dla wielokątów prostych, ponieważ dla nich charakterystyka Eulera jest równa {\displaystyle 1,} a charakterystyka brzegu {\displaystyle 0.}